# Josip Drmić
Josip Drmić (Lachen, Suïssa, 8 d'agost de 1992) és un futbolista suís d'origen croat que juga davanter al NK Rijeka, cedit pel Norwich City FC de la Premier League. És internacional amb la selecció de Suïssa.

## Trajectòria
Format a les categories inferiors del Zuric, el 2010 Drmić va pujar al primer equip, a la Super Lliga suïssa. El 2013 va fitxar pel Nuremberg de la Bundesliga alemanya. L'any següent, va fitxar pel Bayer Leverkusen de la mateixa competició, i un any després, el 2015, va fitxar pel Borussia Mönchengladbach, també de la lliga alemanya, però el febrer del 2016 va ser cedit a l'Hamburg després de la temporada.
Drmić ha estat internacional amb la selecció de Suïssa. Va jugar en les categories juvenils sub18, sub19, sub21 i sub23. Va debutar amb l'absoluta l'11 de setembre de 2012 en la victòria de Suïssa contra Albània en la fase de classificació per a la Copa del Món 2014. Drmić va disputar els Jocs Olímpics de 2012, la Copa del Món de 2014 i la Copa del Món de 2018.